# Pavonia rojasii
Pavonia rojasii là một loài thực vật có hoa trong họ Cẩm quỳ. Loài này được Hassl. mô tả khoa học đầu tiên năm 1909.